# Ramphastos toco
Il tucano toco (Ramphastos toco Statius Müller, 1776) è un uccello originario del Sudamerica della famiglia dei Ramphastidae, il più delle volte chiamato semplicemente tucano.

## Etimologia
Il nome tucano deriva dal termine tupi tuka, tukana, forse di origine onomatopeica.
Il tucano toco è il più grande fra le 11 specie di tucani. Misura 53-60 centimetri di cui ben 19 spettano al becco; il peso si aggira sui 550 grammi. Il piumaggio è di un bel nero brillante che fa risaltare ulteriormente il becco arancione. Sulla sua punta è presente una macchia nera di forma ovale. La gola è bianca. Quando è in volo si notano le copritrici rosse della coda e il codrione bianco. Attorno agli occhi, viola o blu, è presente una zona di pelle nuda di colore giallo-arancione. Il becco, nonostante all'apparenza sembri molto pesante, è in realtà cosparso di sacche d'aria che lo rendono leggerissimo. Possiede una lunga lingua consumata ai lati. Le zampe sono grigie, corte ma molto robuste, con due dita rivolte in avanti e due indietro per facilitare l'appoggio sui rami.

## Biologia

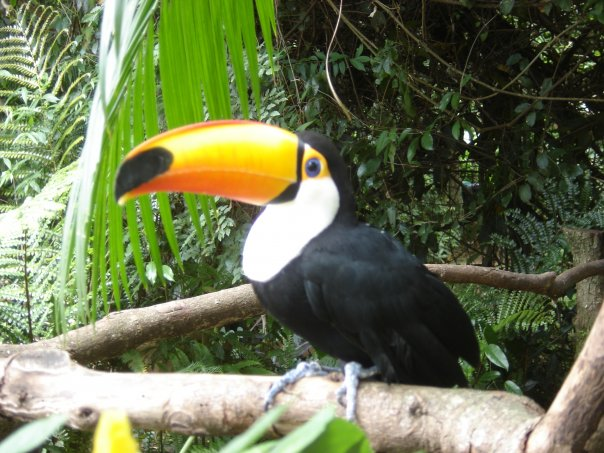

Il tucano toco, sebbene sia meno socievole di altri tucani, è un uccello che vive in comunità suddivise in piccoli gruppi familiari di circa dieci o dodici individui. Ogni famiglia si sposta separatamente durante le ore dedicate alla ricerca del cibo, ma tornano tutte insieme durante le ore di riposo. Le famiglie volano assieme; il volo è ondulato e aggraziato, che alterna planate a volo battuto. Il becco viene utilizzato per spaventare i predatori, ma non è una vera arma, è anzi molto fragile rispetto alle apparenze.
Il tucano è notoriamente un giocherellone. Tra i suoi giochi preferiti, i combattimenti col becco sono i più frequenti; i contendenti amano spingersi a vicenda finché uno dei due cede. Un'altra particolarità di questi Piciformi è lo strano modo di riposare: dentro la cavità di un albero dormono anche in sei; ognuno appoggia il proprio becco sul dorso, ruotando il capo di lato, e porta la coda vicino alla testa, diventando così delle piccole palle.
Sebbene sia stanziale, alle volte effettua delle brevi migrazioni per l'inverno, oppure, in determinati anni, si sposta in stormi numerosi per occupare nuovi territori.

### Voce
Il verso del tucano è un suono profondo, alto e monotono, udibile a quasi un chilometro di distanza.

### Alimentazione
Principalmente frugivoro, il tucano si nutre anche di insetti, piccoli uccelli, uova e rettili, granchi, piccoli pesci che trova nei ruscelli e anche di topi.

### Riproduzione

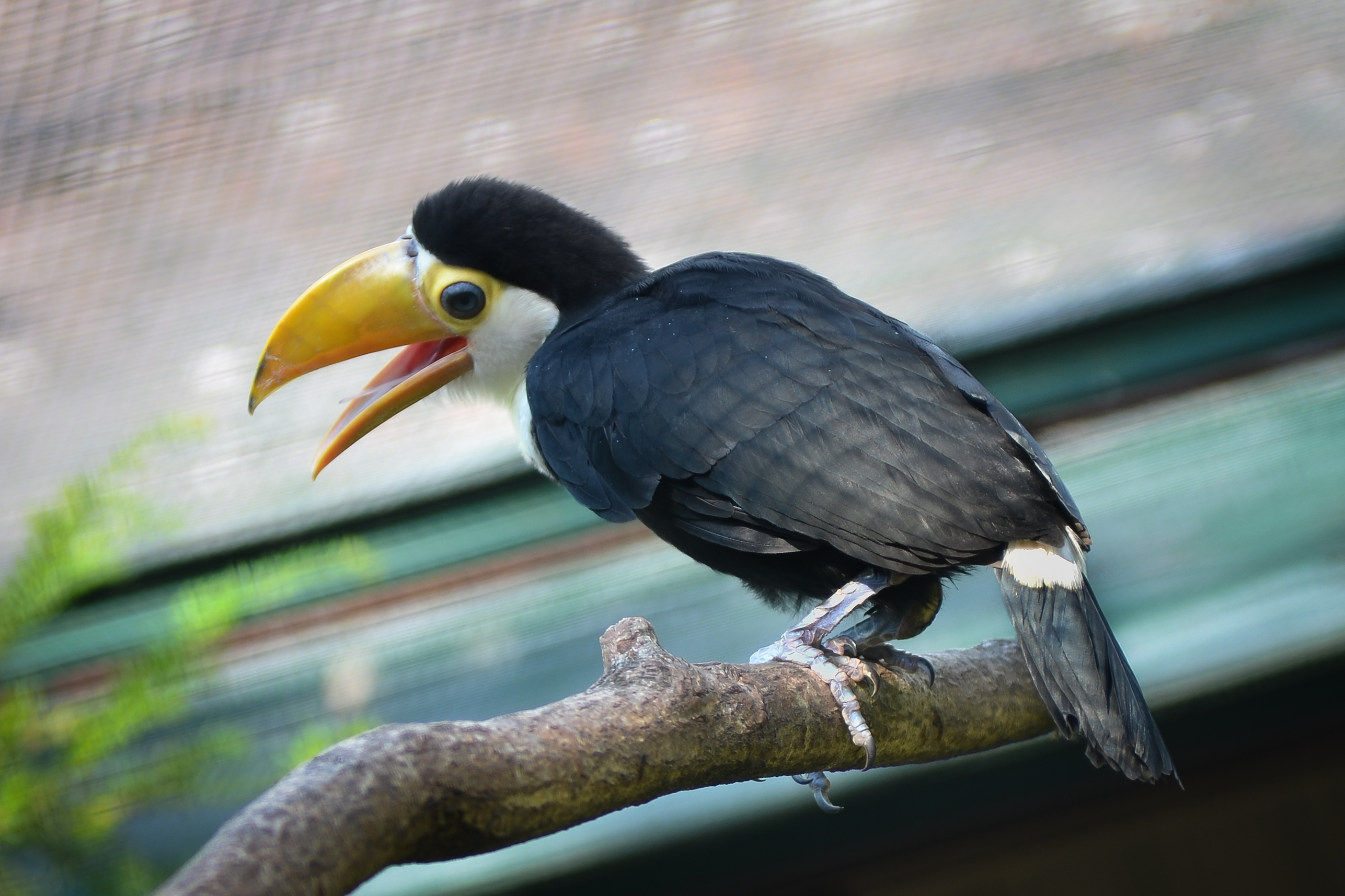
Giovane

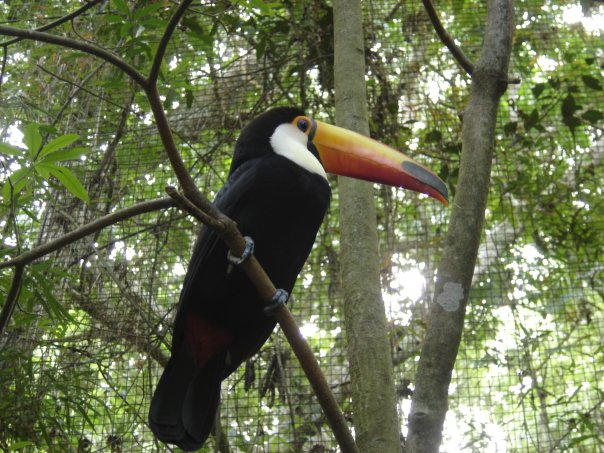

Il maschio corteggia la femmina lanciandole col becco una bacca o un altro frutto. Se la femmina ricambia, lancia a sua volta la bacca al maschio, creando così un grazioso rituale amoroso. Il nido non è altro che una cavità di un albero posta molto in alto. La femmina vi depone dalle due alle quattro uova. Il periodo di incubazione è di 16-20 giorni, dopo i quali nascono dei pulcini senza piume e ciechi. Lo sviluppo è molto lento, i piccoli apriranno gli occhi solo dopo tre settimane. I genitori si prenderanno entrambi cura dei piccoli fino a sei settimane dopo che avranno messo le piume. I pulcini hanno un tipico cuscinetto carnoso sotto le zampe che li protegge dalla ruvidezza della cavità, il quale sparirà col passare del tempo.

## Distribuzione e habitat
Il volatile vive in Sudamerica centro-orientale.
È presente in Guyana, Suriname, Guyana francese, Brasile, Perù orientale, Bolivia, Paraguay e nord Argentina.
Frequenta i boschi, le foreste a galleria, le zone alberate della foresta pluviale, le campagne aperte e le piccole macchie di arbusti; a differenza di altre specie di tucano. 
Lo si incontra anche presso i corsi d'acqua e nelle vicinanze degli insediamenti umani.

## Sistematica
Il Ramphastos toco ha due sottospecie:
- R. toco toco Statius Müller, 1776
- R. toco albogularis Cabanis, 1862

## Nella cultura di massa
Il tucano è un uccello molto conosciuto all’interno della cultura di massa, grazie al suo grande becco che lo rende parecchio riconoscibile; nel film del 2011 Rio, uno dei personaggi principali, Rafael, è un tucano di questa specie, ha una moglie Eva, con 18 figli; appaiono anche nel sequel Rio 2 - Missione Amazzonia (2014).